# Louis Grech
Louis Grech, né le 22 mars 1947 à Ħamrun, est un homme politique maltais membre du Parti travailliste (PL).
Il est député européen entre 2004 et 2013. Il siège au sein du groupe de l'Alliance progressiste des socialistes et démocrates. Il est notamment vice-président de la commission du Marché intérieur et de la Protection des consommateurs.
De 2013 à 2017, il est vice-Premier ministre et ministre des Affaires européennes, chargé de l'Application du programme électoral, dans le premier gouvernement maltais de Joseph Muscat.